# Teatro romano de Plovdiv
El teatro romano de Plovdiv es un antiguo recinto para representaciones teatrales que fue construido por la Antigua Roma en la ciudad entonces llamada Trimontium y en la actualidad perteneciente a Bulgaria. El recinto fue levantado durante el reinado del emperador Trajano (98-117 d. C.), en origen tuvo capacidad para entre 5000 y 7000 espectadores sentados y en la actualidad sigue en uso gracias a su buen estado de conservación fruto de una cuidadosa restauración.

## Descripción
Las gradas –cávea— están orientadas hacia el sur, en dirección a la antigua ciudad romana que se esparcía a los pies de las montañas Ródope. El teatro presenta la estructura canónica de este tipo de edificaciones romanas: planta semicircular con un diámetro de 82 metros y dos partes principales, las gradas y la escena. El auditorio, que era donde se sentaban los espectadores, está excavado en una colina aprovechando su pendiente y las filas de asientos más alejadas necesitaron un soporte estructural y sólidos muros de retención. Las gradas, que estaban a cielo abierto y rodean a la orquesta, el escenario de 26 metros de diámetro para representaciones teatrales, tienen forma de herradura de caballo e incluyen 28 filas concéntricas de asientos de mármol divididos en dos niveles por un pasillo (diazoma). La parte superior de la cávea está interrumpida por unas estrechas escaleras radiales que la dividen en varios sectores con forma de cuña. El teatro también tiene un podio sobre el que se elevan las columnas del frente de escena. 

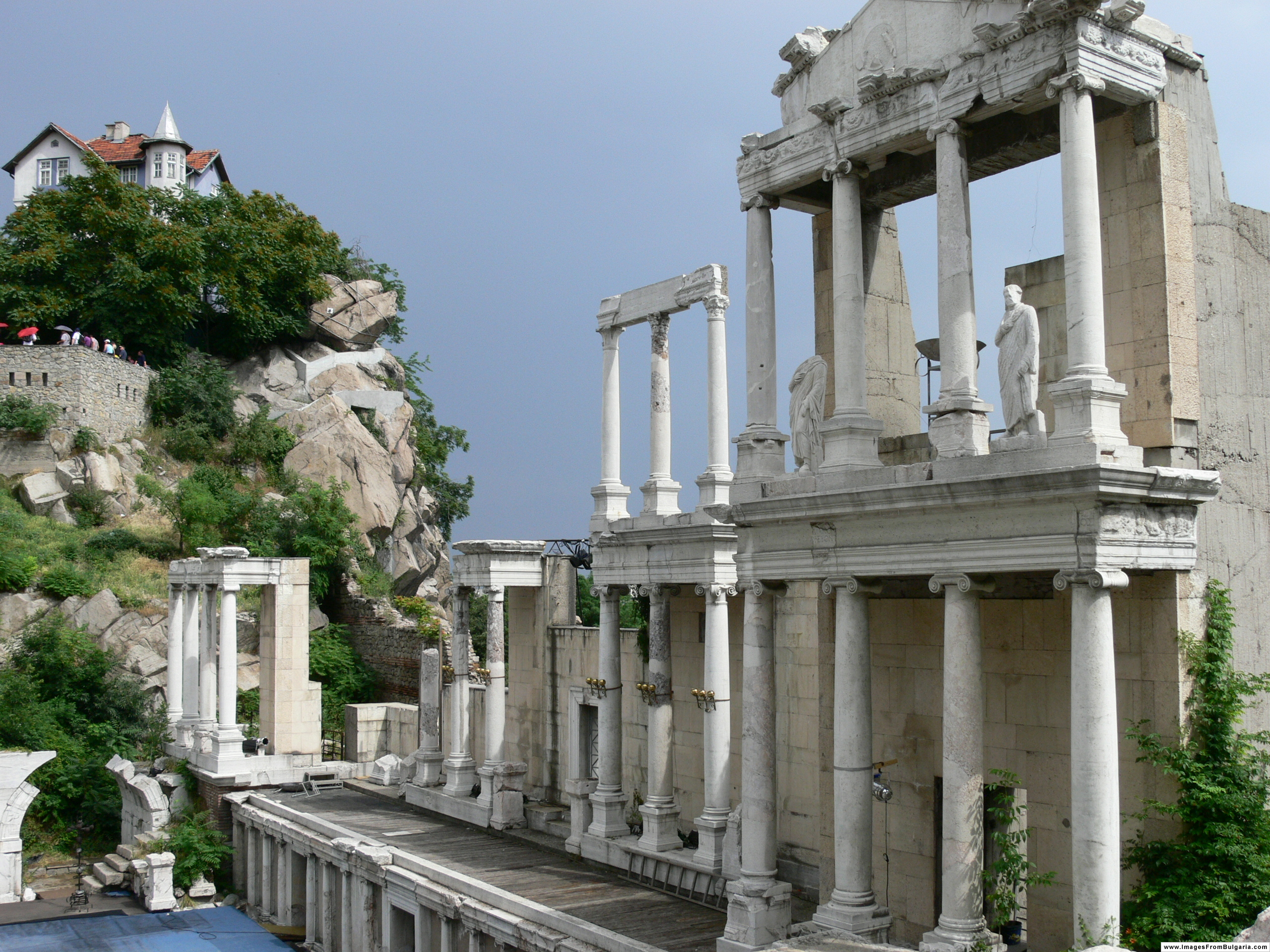
Vista del escenario.

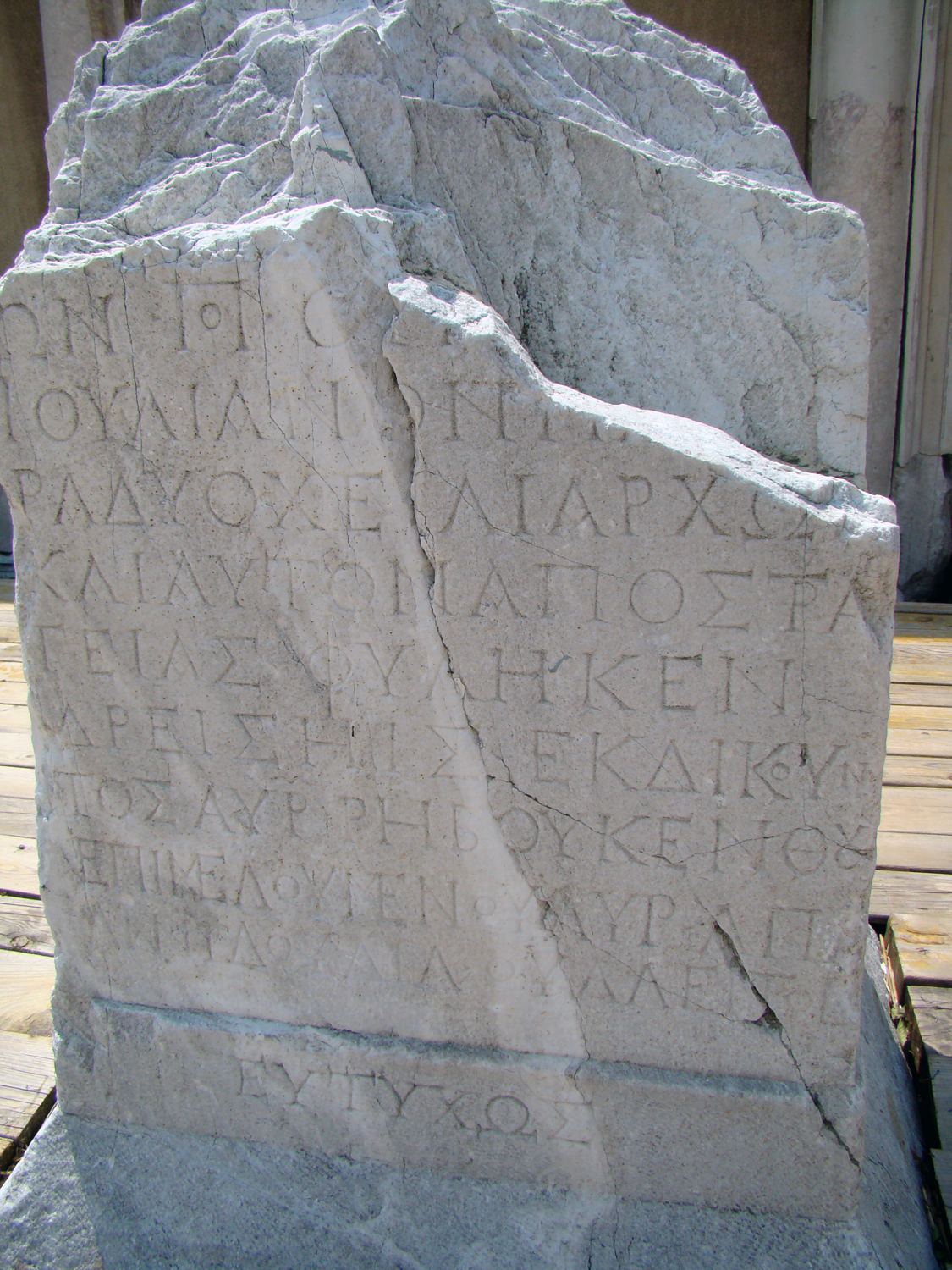
Estela inscrita en idioma griego bizantino hallada en el teatro de Plovdiv.

El telón arquitectónico que cierra y decora el frente de escena se levanta al sur del conjunto. Cuenta con tres pisos de altura y básicamente consiste en un gran muro soportado por columnas y rematado por varios frontones triangulares, aunque de estos solo se conserva uno. Abajo está el proscenio, que es el murete frontal del podio, de 3,16 metros de altura sobre el cual se levanta el escenario y está ornamentado por nichos y pequeñas columnillas de orden jónico. El frente de escena que se orienta hacia los espectadores se compone de dos pórticos de dos pisos cada uno, el inferior sustentado por columnas de orden jónico y el superior por columnas de orden corintio. Esta fachada queda dividida por tres puertas ubicadas simétricamente. Los dos accesos a la orchestra están realzados por unos pórticos cubiertos por arcos de medio punto. Un pasillo subterráneo techado por una bóveda de medio cañón comienza en el centro de la orquesta, pasa bajo las gradas y lleva al exterior del teatro. Otro pasadizo abovedado circula bajo la bancada central de asientos de la summa cávea y la conecta con la zona de las Tres Colinas. 
Similar al resto de teatros que los romanos levantaron por todo su extenso imperio, en el teatro de Trimontium los espectadores honorarios tenían asientos inscritos con su nombre, y no sólo para los cargos locales, sino también para los magistrados o los amigos del emperador. Algunas de estas inscripciones han permitido conocer que el edificio fue usado como sede de la asamblea provincial de Tracia. Con unos 7000 asientos, cada sección de la cávea tenía el nombre de un barrio de la ciudad grabado sobre los bancos para que de esta manera los ciudadanos supieran donde debían sentarse. 

## Restauración
La existencia de este teatro romano no se conoció hasta la década de 1970, cuando un deslizamiento de tierras lo sacó a la luz. Se inició entonces una gran excavación arqueológica que incluyó la retirada de 4,5 metros de tierra. La restauración del teatro romano de Plovdiv es considerado uno de los mayores logros de la Escuela de Conservación de Bulgaria, pues su intervención se basó en unas pruebas rigurosas y en la exclusión de todos los supuestos. La reconstrucción se hizo ateniéndose de manera estricta al método de la anastilosis y todos los nuevos materiales son claramente visibles. Este teatro es tan sólo uno de los muchos restos romanos que se conservan en Bulgaria, aunque dentro del mismo también se conservan varias estelas e inscripciones murales en idioma griego bizantino.

Restauración del teatro
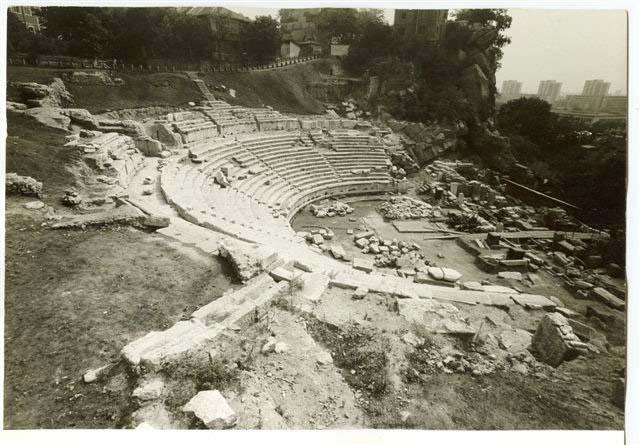
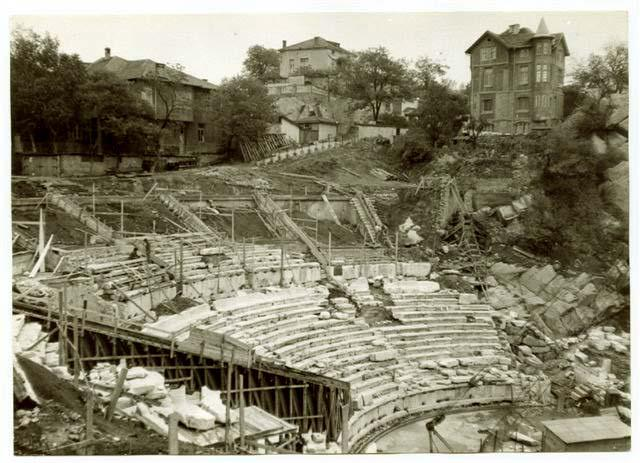
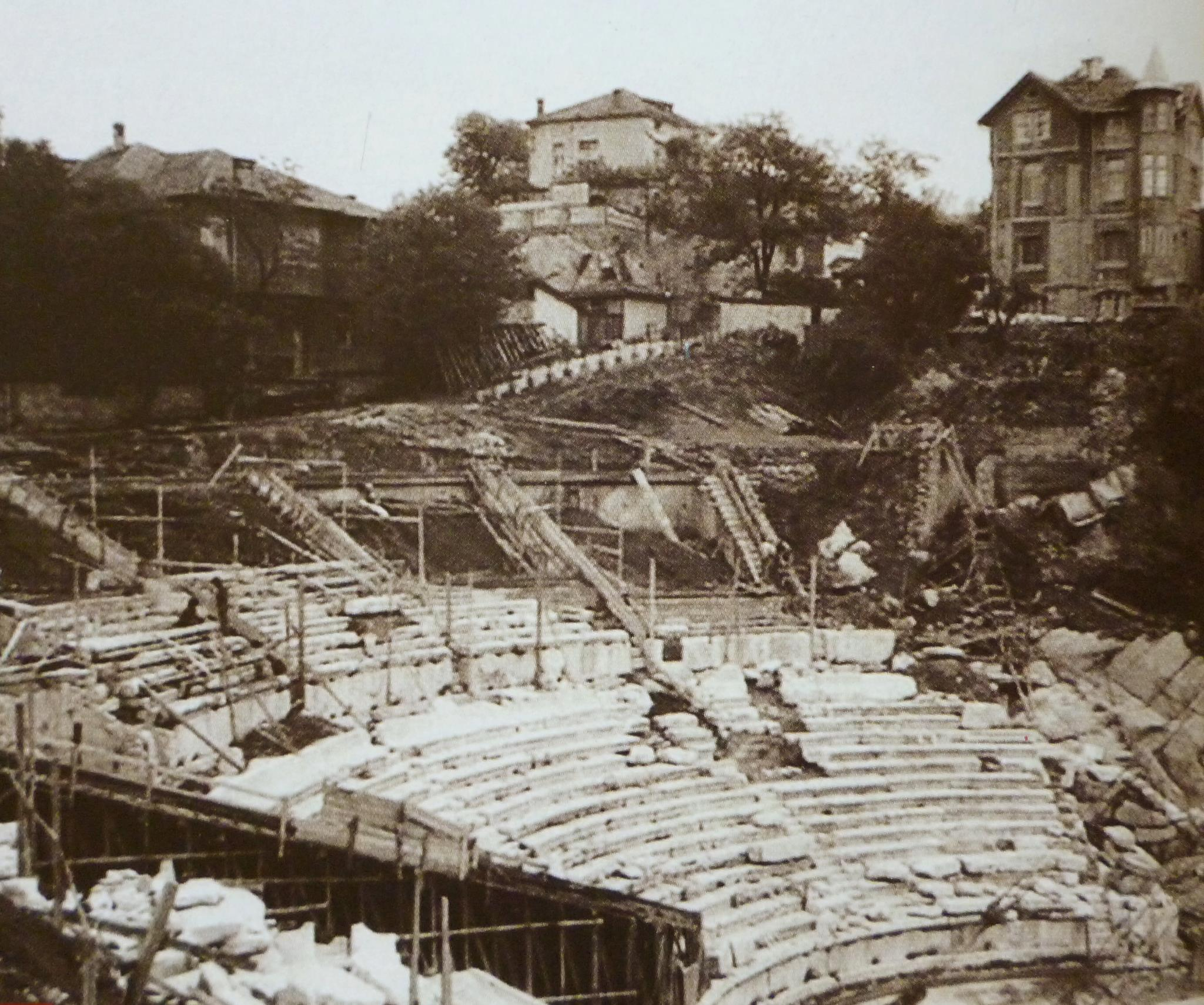